# متلازمة فوا-ألاجوانين
متلازمة فوا-ألاجوانين، يُطلق عليها أيضًا اسم التهاب النخاع الناخر الصاعد تحت الحاد، هي مرض ناجم عن تشوه شرياني وريدي في النخاع الشوكي. تنطوي معظم حالات المتلازمة خصوصًا على التشوهات الشريانية الوريدية الجافية التي تتظاهر في النخاع الشوكي القطني أو الصدري السفلي. سُميت هذه المتلازمة على اسم الباحثين تشارلز فوا وتيوفيل ألاجوانين اللذين وصفا الحالة لأول مرة في عام 1926.

## العلامات والأعراض
قد يظهر المرضى مجموعة من الأعراض التي من شأنها الإشارة إلى إصابة النخاع الشوكي مثل (شلل في الذراعين والساقين، وتطور الخدر وفقدان الإحساس بالإضافة إلى الخلل الوظيفي في العضلة العاصرة)، ويمكن من خلال فحوصات التشريح المرضي الكشف عن موت مجموعة من الخلايا العصبية المتناثرة في النخاع الشوكي.

## التشخيص
سريريًا، يظهر المرضى عددًا من الأعراض العصبية المحتملة مثل الخدر، أو الضعف، أو فقدان المنعكسات أو حتى الشلل المترقي أو المفاجئ. يتوافق الجزء المصاب من الجسم مع مكان وجود الآفة في النخاع الشوكي. تتسم متلازمة فوا-ألاجوانين نموذجيًا ببدء خفي لتطور المرض، لكن سرعان ما تبدأ الأعراض في الظهور على نحو مفاجئ. قد يسمح الفحص البدني الشامل للطبيب المعالج بتحديد المنطقة الأنسب للتصوير المستهدف، إذ يمكن استخدام تقنية التصوير بالرنين المغناطيسي باعتبارها أفضل طريقة ممكنة للحصول على التشخيص الأولي. يمكن اللجوء أيضًا إلى تصوير الأوعية بالرنين المغناطيسي للنخاع الشوكي باعتباره تقنية تصوير متفوقة من شأنها الكشف عن مدى التشوه الشرياني الوريدي داخل النخاع الشوكي إذ تبرز أهمية هذه التقنية على وجه الخصوص في حالات العلاج الجراحي.

## العلاج
يمكن اللجوء إلى العلاج الجراحي باستخدام الانصمام داخل الوعائي أو ربط التشوه الشرياني الوريدي داخل النخاع الشوكي. يمكن استخدام الستيروئيدات القشرية بشكل حاد بهدف المساعدة في إبطاء ترقي الأعراض أو بشكل مزمن لدى المرشحين الضعيفين للعمل الجراحي. في كلتا الحالتين، يُعد العلاج الفيزيائي جزءًا بالغ الأهمية من عملية التعافي من أجل مساعدة المريض على استرجاع قوة الجسم وتنسيقه.